# شوریده اطلسی
شوریده اطلسی (نام علمی: Micropogonias undulatus) نام یک گونه از تیره شوریده‌ماهیان است.